# Metacrangonyctidae
Metacrangonyctidae es una familia de crustáceos anfípodos de agua dulce. Sus 20 especies se distribuyen por el noroeste de África y las Canarias.

## Clasificación
Se reconocen los siguientes géneros:
- Longipodacrangonyx Boutin & Messouli, 1987 - 1 especie
- Metacrangonyx Chevreux, 1909 - 19 especies